# Tretji kanu
Tretji kanu je glasbena skupina iz Novega mesta, ki deluje od leta 2015. Sprva je šlo zgolj za dvojec, ki sta ga sestavljala Anja Pavlin (vokal) in Jan Medle (vokal, kitara). Svojo prvo pesem »Ni prostora«, za katero sta posnela tudi videospot, sta izdala aprila 2016. Tako »Ni prostora« kot sledeča singla »V mleku« in »Hiše« so postali popevke tedna na Valu 202. Njun albumski prvenec V vesolje z 10 avtorskimi skladbami, za katere sta glasbo in besedila napisala sama, je izšel maja 2017 pri založbi Celinka. Pri njegovem nastanku so kot producenti sodelovali Igor Ilić, Peter Penko in Bort Ross. Z njim sta se predstavila na festivalu Godibodi (2017). Maja 2018 sta predstavila povsem novo skladbo »Nekaj je« in z njo napovedala nov album; sledili sta »Umakni se« novembra 2018 in »Kositri« marca 2019 (slednji so bili zadnja skladba, ki sta jo izdala kot dvojec).
Leta 2019 je dvojec prerasel v skupino: Pavlinovi in Medletu so se pridružili Žiga Dobravc (bobni), Tomi Perinčič (električna kitara, lap steel kitara) in Dejan Gerbec Radaković - Sondža (baskitara), vsi trije sicer člani skupine El Kachon. V tej zasedbi so posneli drugo ploščo Plovemo, ki je izšla 18. oktobra 2019.

## Diskografija
Albumi
- 2017: V vesolje
- 2019: Plovemo

Radijski singli in videospoti
| Leto | Pesem            | Videospot | Digitalni singel | Album     |
| ---- | ---------------- | --------- | ---------------- | --------- |
| 2016 | Ni prostora      | ✓         |                  | V vesolje |
| 2017 | V mleku          | ✓         |                  | V vesolje |
| 2017 | Hiše             | ✓         |                  | V vesolje |
| 2017 | V vesolje        |           |                  | V vesolje |
| 2018 | Nekaj je         | ✓         | ✓                | Plovemo   |
| 2018 | Umakni se        | ✓         | ✓                | Plovemo   |
| 2019 | Kositri          | ✓         | ✓                | Plovemo   |
| 2019 | Atom             | ✓         |                  | Plovemo   |
| 2020 | Plovemo          | ✓         |                  | Plovemo   |
| 2020 | Čuvaji rek       | ✓         |                  | Plovemo   |
| 2021 | Daješ mi rože    | ✓         | ✓                | —         |
| 2021 | V mestu je vroče | ✓         | ✓                | —         |
| 2021 | Rio in Anu       |           | ✓                | —         |